# ۱۹۸۷

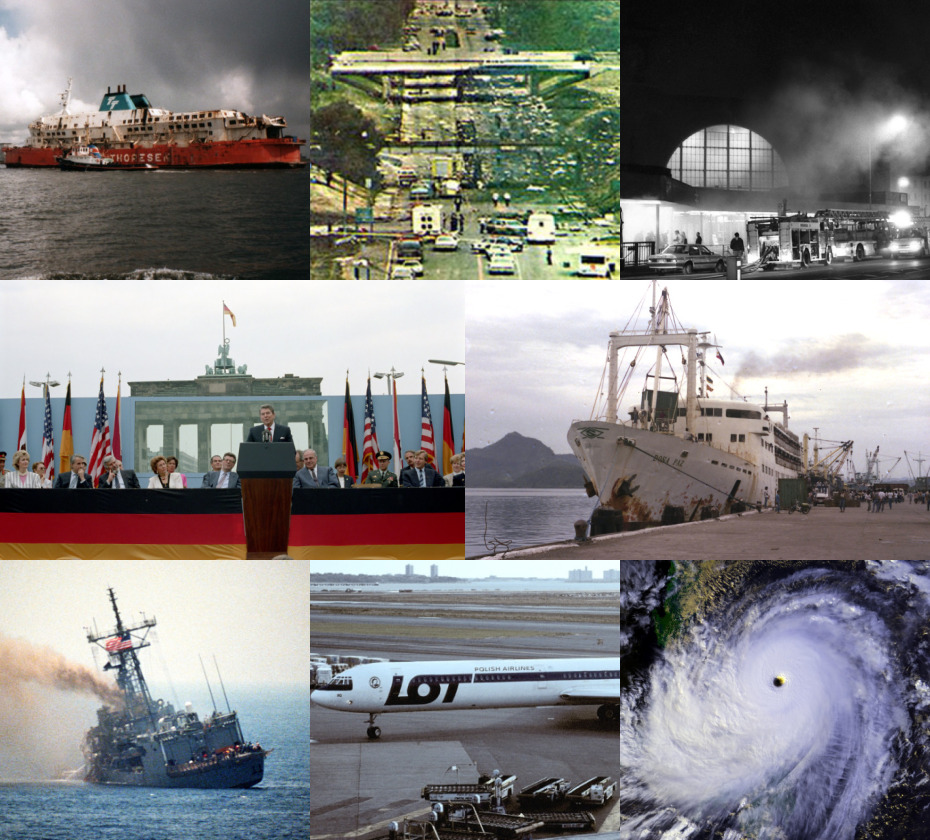

۱۹۸۷ میلادی هشتمین سال از دهه ۱۹۸۰ در سده ۲۰ میلادی بود. یک سال کبیسه با ۳۶۶ روز بود.

## رویدادها
- ۱۱ ژوئیه - جمعیت جهان به پنج میلیارد نفر رسید.

## زادروزها
- ۹ ژانویه – لوکاس لیوا، بازیکن فوتبال برزیلی
- ۱۰ ژانویه – سزار سیه‌لو، شناگر و ورزشکار برزیلی
- ۱۶ ژانویه – جیک اپستاین، بازیگر کانادایی
- ۲۶ ژانویه – سباستین جووینکو، بازیکن فوتبال ایتالیایی
- ۱۴ فوریه – ادینسون کاوانی، بازیکن فوتبال اهل اروگوئه
- ۲۱ فوریه - اشلی گرین، بازیگر آمریکایی
- ۲۶ فوریه – جولیا باند، بازیگر، خواننده، و بازیگر پورنوگرافی آمریکایی
- ۱ مارس – کشا، خواننده-ترانه‌سرا، خواننده، و آهنگساز آمریکایی
- ۵ مارس – آنا چاکوتادزه، بازیکن تنیس و ورزشکار روسی
- ۷ مارس
  - حاتم بن عرفاً، بازیکن فوتبال فرانسوی
  - داگلاس دسوزا، بازیکن فوتبال اهل ژاپن
- ۱۴ مارس _ ارغوان رضایی، تنیس باز ایرانی الاصل فرانسوی
- ۲۶ مارس – یوئی (خواننده)، خواننده-ترانه‌سرا، موسیقی‌دان، بازیگر، و گیتاریست ژاپنی
- ۳۱ مارس – کونه‌رو هومپی، بازیکن شطرنج و ورزشکار هندی
- ۳ آوریل – پارک جونگ مین، خواننده اهل کره جنوبی
- ۱۲ آوریل _ برندن یوری، خواننده ترانه‌سرا و موسیقی‌دان آمریکایی
- ۱۶ آوریل – آرون لنون، بازیکن فوتبال بریتانیایی
- ۱۸ آوریل – رزی هانتینگتون وایتلی، بازیگر و مدل بریتانیایی
- ۱۹ آوریل- ماریا شاراپوا، تنیسور مشهوراهل روسیه درنیاگن
- ۲۲ آوریل – جان اوبی میکل، بازیکن فوتبال اهل نیجریه
- ۲ مه – نانا کیتاده، خواننده-ترانه‌سرا و خواننده ژاپنی
- ۶ مه – مون گیون یانگ، بازیگر اهل کره جنوبی
- ۱۵ مه – اندی ماری، بازیکن تنیس بریتانیایی
- ۱۶ مه – جان بونومو، خواننده اهل ترکیه
- ۲۲ مه – نواک جوکوویچ، بازیکن تنیس اهل صربستان
- ۲۲ ژوئن – لی مین هو، بازیگر و خواننده اهل کره جنوبی
- ۲۴ ژوئن – لیونل مسی، بازیکن فوتبال آرژانتینی
- ۲۶ ژوئن – سمیر نصری، بازیکن فوتبال فرانسوی
- ۲ ژوئیه – روسلانا کورشونووا، مدل قزاقستانی (د. ۲۰۰۸)
- ۷ ژوئیه – جولیانا گیل، بازیگر آمریکایی
- ۲۴ ژوئیه – مارا ویلسون، بازیگر و خواننده آمریکایی
- ۲۷ ژوئیه – مارک هامشیک، مریک بازیکن فوتبال اهل اسلواکی
- ۳ اوت – کیم هیونگ جون، بازیگر و خواننده اهل کره جنوبی
- ۸ اوت – کیتی لیونگ، بازیگر بریتانیایی
- ۱۹ سپتامبر – دانیل پانابیکر، بازیگر آمریکایی
- ۲۲ سپتامبر - تام فلتون، بازیگر انگلیسی
- ۲۳ سپتامبر – اسکایلر آستین، بازیگر آمریکایی
- ۲۵ سپتامبر – مونیکا نیکولسکو، بازیکن تنیس و ورزشکار رومانییی
- ۲۷ سپتامبر – زاک دمپستر، دوچرخه‌سوار اهل استرالیا
- ۵ نوامبر – کوین جوناس، خواننده-ترانه‌سرا، موسیقی‌دان، بازیگر، و خواننده آمریکایی
- ۱۱ نوامبر – یویا تگوشی، خواننده و بازیگر ژاپنی
- ۱۵ نوامبر – برونو گاما، بازیکن فوتبال اهل پرتغال
- ۱۶ نوامبر – آلساندرو ماتزی، دوچرخه‌سوار اهل ایتالیا
- ۱۷ نوامبر – کت دلونا، خواننده آمریکایی
- ۱۸ نوامبر – جیک ایبل، بازیگر آمریکایی
- ۲۷ نوامبر – احمد شاغو، بازیکن فوتبال اهل مراکش
- ۲۸ نوامبر – کارن گیلان، صداپیشه، بازیگر، و مدل بریتانیایی
- ۷ دسامبر – آرون کارتر، بازیگر، خواننده، و آهنگساز آمریکایی
- ۹ دسامبر – هیکارو ناکامورا، بازیکن شطرنج آمریکایی
- ۱۰ دسامبر – گونسالو ایگواین، بازیکن فوتبال آرژانتینی
- ۲۲ دسامبر – لیزا آندرئاس، خواننده قبرسی
- ۲۷ دسامبر – لیلی کول، بازیگر و مدل بریتانیایی
- ۲۸ دسامبر – توماس دکر، بازیگر و خواننده آمریکایی

## درگذشت‌ها

### ژانویه
- ۲ ژانویه - ژان دو گریبالدی، دوچرخه سوار فرانسوی (ز. ۱۹۲۲)
- ۹ ژانویه - آرتور لیک، بازیگر آمریکایی (ز. ۱۹۰۵)
- ۱۰ ژانویه
  - هوکان مالمروت، شناگر المپیک سوئدی (ز. ۱۹۰۰)
- ۱۴ ژانویه - داگلاس سیرک، کارگردان آلمانی الاصل (ز. ۱۸۹۷)
- ۱۶ ژانویه - جویس جیمسون، بازیگر آمریکایی (ز. ۱۹۳۲)
- ۲۲ ژانویه - رابرت باد دوایر، سیاستمدار آمریکایی (ز. ۱۹۳۹)
- ۲۵ ژانویه - عاصم فرهاتوویچ، فوتبالیست اهل یوگسلاوی (ز. ۱۹۳۳)
- ۲۷ ژانویه - نورمن مک لارن، انیماتور و کارگردان کانادایی (ز. ۱۹۱۴)
- ۲۸ ژانویه - گالو پلازا، سیاستمدار اکوادوری، بیست و نهمین رئیس‌جمهور اکوادور (ز. ۱۹۰۶)
- ۳۱ ژانویه - ایو الیگره، کارگردان فرانسوی (ز. ۱۹۰۵)

### فوریه
- ۱ فوریه
  - گوستاو کنوت، بازیگر آلمانی (ز. ۱۹۰۱)
  - آلساندرو بلازتی، کارگردان و فیلمنامه‌نویس ایتالیایی (ز. ۱۹۰۰)
- ۲ فوریه
  - آلیستر مک‌لین، نویسنده بریتانیایی (ز. ۱۹۲۲)
- ۳ فوریه - شاهزاده تاکاماتسو، برادر کوچکتر امپراتور ژاپن هیروهیتو (ز. ۱۹۰۵)
- ۴ فوریه - لیبراچی، پیانیست، خواننده و بازیگر آمریکایی (ز. ۱۹۱۹)اندی وارهول
- ۵ فوریه
  - اتو وولر، ژنرال آلمانی (ز. ۱۸۹۴)

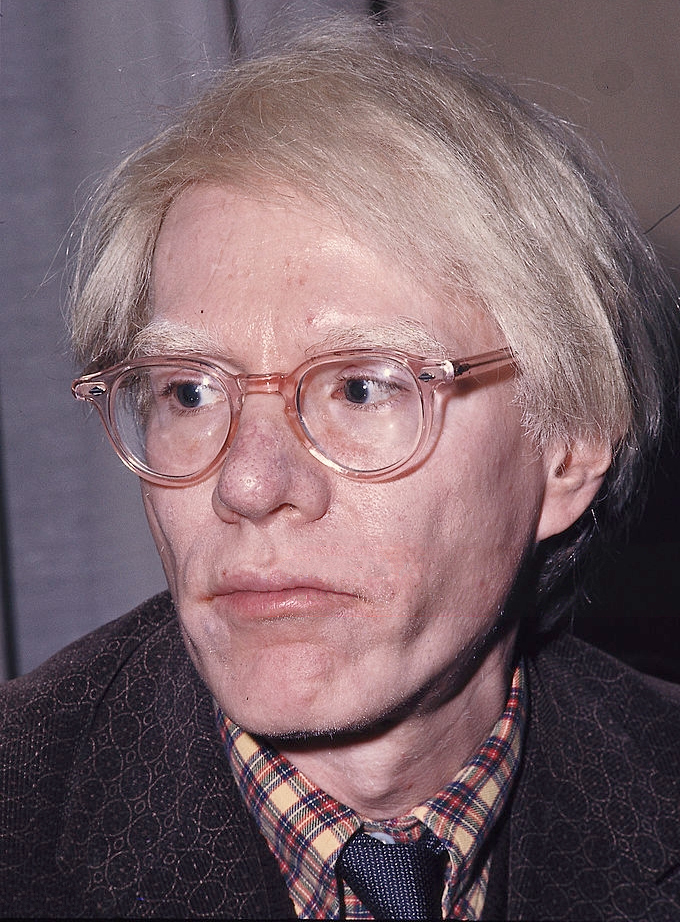
اندی وارهول

  - ویلیام کالی‌یر، بازیگر آمریکایی (ز. ۱۹۰۲)
- ۷ فوریه - کلاودیو ویلا، خواننده ایتالیایی (ز. ۱۹۲۶)
- ۱۰ فوریه - رابرت اوبراین، راننده اتومبیل رانی آمریکایی (ز. ۱۹۰۸)
- ۱۲ فوریه
  - دنیس پور، کارآفرین، سرمایه‌دار بریتانیایی و راننده مسابقه‌ای (ز. ۱۹۱۶)
- ۱۴ فوریه - دمیتری کابالفسکی، آهنگساز روسی (ز. ۱۹۰۴)
- ۲۲ فوریه - اندی وارهول، هنرمند، کارگردان، نویسنده آمریکایی (ز. ۱۹۲۸)
- ۲۵ فوریه
  - جیمز کوکو، بازیگر آمریکایی (ز. ۱۹۳۰)
- ۲۷ فوریه
  - جوآن گرینوود، بازیگر انگلیسی (ز. ۱۹۲۱)

### مارس
- ۲ مارس - راندولف اسکات، بازیگر آمریکایی (ز. ۱۸۹۸)
- ۳ مارس - دنی کی، خواننده، بازیگر و کمدین آمریکایی (ز. ۱۹۱۱)[۱]
- ۷ مارس - والدو سالت، فیلمنامه‌نویس آمریکایی (ز. ۱۹۱۴)
- ۱۱ مارس – جو گلدوین، بازیگر انگلیسی (ز. ۱۹۰۶)
- ۱۵ مارس - دبلیو استرلینگ کول، سیاستمدار آمریکایی، اولین مدیرکل آژانس بین‌المللی انرژی اتمی (ز. ۱۹۰۴)
- ۱۹ مارس - لویی دو بروی، فیزیکدان فرانسوی، برنده جایزه نوبل (ز. ۱۸۹۲)
- ۲۱ مارس
  - رابرت پرستون، بازیگر آمریکایی (ز. ۱۹۱۸)
  - دین پال مارتین، خواننده پاپ آمریکایی و بازیگر سینما و تلویزیون (ز. ۱۹۵۱)
- ۲۶ مارس
  - والتر آبل، بازیگر آمریکایی (ز. ۱۸۹۸)
  - اویگن یخوم، رهبر ارکستر آلمانی (ز. ۱۹۰۲)
- ۲۸ مارس
  - پاتریک تراتون، بازیگر انگلیسی (ز. ۱۹۲۰)
  - آلفونس آلی، افسر نظامی بنینی، رئیس‌جمهور سابق بنین (ز. ۱۹۳۰)

### آوریل
- ۱ آوریل - آنری کوشه، قهرمان تنیس فرانسوی (ز. ۱۹۰۱)
- ۲ آوریل
  - بادی ریچ، نوازنده جاز آمریکایی (ز. ۱۹۱۷)
- ۱۱ آوریل
  - ارسکین کالدول، نویسنده آمریکایی (ز. ۱۹۰۳)
  - کنت تیلور، بازیگر آمریکایی (ز. ۱۹۰۷)
  - پریمو لوی، شیمیدان و نویسنده ایتالیایی (ز. ۱۹۱۹)
- ۱۵ آوریل - ماساتوشی ناکایاما، استاد کاراته ژاپنی (ز. ۱۹۱۳)
- ۱۷ آوریل
  - دیک شاون، بازیگر آمریکایی (ز. ۱۹۲۳)
- ۱۹ آوریل
  - میلت کال، انیماتور استودیو دیزنی (ز. ۱۹۰۹)
  - مکسول تیلور، ژنرال و دیپلمات آمریکایی (ز. ۱۹۰۱)

### مه
- ۳ مه - دالیدا، نوازنده راک فرانسوی (ز. ۱۹۳۳)
- ۴ مه
  - پال باترفیلد، موسیقیدان آمریکایی (ز. ۱۹۴۲)
  - کاترین دیمون، هنرپیشه آمریکایی (ز. ۱۹۳۰)
- ۶ مه - ویلیام جوزف کیسی، مدیر آژانس اطلاعات مرکزی آمریکا (ز. ۱۹۱۳)
- ۷ مه - کالین بلکلی، بازیگر اهل بریتانیا (ز. ۱۹۳۰)
- ۸ مه
  - کارل چیلینگیریان، تاجر آلمانی (ز. ۱۹۱۰)
- ۱۷ مه - گونار میردال، اقتصاددان سوئدی، برنده جایزه نوبل (ز. ۱۸۹۸)
- ۲۴ مه - هرمایونی جینگولد، بازیگر انگلیسی (ز. ۱۸۹۷)
- ۲۷ مه
  - کالین مک‌کاهون، هنرمند نیوزلندی (ز. ۱۹۱۹)
  - جان هوارد نورثروپ، بیوشیمیدان آمریکایی (ز. ۱۸۹۱)
- ۲۹ مه - چاران سینگ، پنجمین نخست‌وزیر هند (ز. ۱۹۰۲)

### ژوئن
- ۱ ژوئن
  - ارول بارو، سیاست‌مدار اهل باربادوس (ز. ۱۹۲۰)
  - رشید کرامی، سیاستمدار لبنانی، بیست و یکمین نخست‌وزیر لبنان (ز. ۱۹۲۱)
  - دومینو پیمونتسی، دوچرخه‌سوار ایتالیایی (ز. ۱۹۰۳)
- ۳ ژوئن - ویل سمسون، بازیگر آمریکایی (ز. ۱۹۳۳)
- ۶ ژوئن - ریشارد مونش، بازیگر آلمانی (ز. ۱۹۱۶)
- ۹ ژوئن
  - مج کندی، بازیگر آمریکایی (ز. ۱۸۹۱)
  - رایا دونایوسکایا، فیلسوف روسی الاصل (ز. ۱۹۱۰)
- ۱۰ ژوئن - الیزابت هارتمن، بازیگر آمریکایی (ز. ۱۹۴۳)
- ۱۳ ژوئن
  - ورا کسپری، فیلمنامه‌نویس، رمان‌نویس، نمایشنامه‌نویس آمریکایی (ز. ۱۸۹۹)
  - جرالدین پیج، بازیگر آمریکایی (ز. ۱۹۲۴)
- ۲۲ ژوئن - فرد آستر، بازیگر، خواننده و رقصنده آمریکایی (ز. ۱۸۹۹)
- ۲۴ ژوئن - جکی گلیسون، بازیگر و کمدین آمریکایی (ز. ۱۹۱۶)
- ۲۶ ژوئن - آرتور اف. برنز، اقتصاددان آمریکایی (ز. ۱۹۰۴)

### ژوئیه
- ۳ ژوئیه - وایولا دینا، بازیگر آمریکایی (ز. ۱۸۹۷)
- ۸ ژوئیه - خراردو دیگو، شاعر اسپانیایی (ز. ۱۸۹۶)
- ۱۰ ژوئیه - جان هموند، تهیه‌کننده موسیقی آمریکایی (ز. ۱۹۱۰)
- ۱۷ ژوئیه
  - کریستیان پالوسالو، کشتی‌گیر استونیایی (ز. ۱۹۰۸)
  - یوجیرو ایشی هارا، بازیگر ژاپنی (ز. ۱۹۳۴)
- ۲۰ ژوئیه - ریچارد ایگن، بازیگر آمریکایی (ز. ۱۹۲۱)

### اوت
- ۲۶ اوت – گئورگ ویتیگ، شیمی‌دان آلمانی (ز. ۱۸۹۷)
- ۲۸ اوت – جان هیوستون، تهیه‌کننده، فیلمنامه‌نویس، بازیگر، و کارگردان آمریکایی (ز. ۱۹۰۶)
- ۲۹ اوت – لی ماروین، سرباز و بازیگر آمریکایی (ز. ۱۹۲۴)

### سپتامبر
- ۱۳ سپتامبر – مروین لیروی، تهیه‌کننده، بازیگر، و کارگردان آمریکایی (ز. ۱۹۰۰)
- ۱۹ سپتامبر – اینار گارهاردسن، سیاست‌مدار نروژی (ز. ۱۸۹۷)

### اکتبر
- ۸ اکتبر – اسپنسر گوردون بنیت، تهیه‌کننده و کارگردان آمریکایی (ز. ۱۸۹۳)
- ۲۰ اکتبر – آندری کولموگوروف، ریاضی‌دان و دانشمند علوم کامپیوتر روسی (ز. ۱۹۰۳)

### نوامبر
- ۷ نوامبر – آرنه بورگ، شناگر سوئدی (ز. ۱۹۰۱)
- ۳۰ نوامبر – جیمز بالدوین، نویسنده و شاعر آمریکایی (ز. ۱۹۲۴)

### دسامبر
- ۱۷ دسامبر - مارگریت یورسنار، رمان‌نویس و نمایشنامه‌نویس، شاعر و پژوهشگر فرانسوی
- ۲۲ دسامبر – آلیس تری، بازیگر و کارگردان آمریکایی (ز. ۱۸۹۹)
- ۲۷ دسامبر – پریسیلا دین، بازیگر آمریکایی (ز. ۱۸۹۶)